# Astanga-yoga
 Der er for få eller ingen kildehenvisninger i denne artikel, hvilket er et problem. Du kan hjælpe ved at angive troværdige kilder til de påstande, som fremføres i artiklen.

Astanga-yoga, egl. astanga vinyasa yoga, hører til en af de mest dynamiske yogaformer blandt de traditionelle yoga-stilarter. Den er grundlagt af Sri K. Pattabhi Jois (f. 1915) i Mysore i Indien.
Ashtanga Yoga er et dynamisk yogasystem, der synkroniserer åndedræt med bevægelser og giver øget fleksibilitet, styrke, udholdenhed, balance, åndedrætskontrol og afspænding.
Vinyasa
Hver stilling, asana, er forbundet med åndedræts-synkroniserede bevægelser, vinyasa, og sammenkæder åndedræt og bevægelse, så stillingerne afløser hinanden. Det er på forhånd fastlagt, hvor i en stilling man skal ånde ind og ud. Lige som der er en fastlagt måde at komme ind og ud af hver enkelt stilling. Stillingerne udføres i en ganske bestemt rækkefølge.
Traditionelt udføres en fuld vinyasa mellem hver asana og en halv vinyasa mellem højre og venstre side. Det virker som modstilling til den forudgående asana og øger blodomløb og letter stivhed før den næste stilling. Ved at lave vinyasa opbygges og vedligeholdes varmen i kroppen og medfører en kraftig svedproduktion, som er nødvendig for at rense kroppen.
Tre teknikker
Ashtanga vinyasa yoga arbejder både på det fysiske og mentale plan. Tre helt centrale teknikker er det specielle ujjayi åndedræt – også kaldet hvisleåndedrættet – samt tre kropslåse (mula bandha (rodlås), uddiyana bandha (mavelås) og jalandhara bandha (hagelås)) – og de visuelle fokuspunkter, kaldet dristi, der kan være næsen eller tommelfingeren. Når disse tre går op i en højere enhed, kaldet tristana, opleves yogaen som meditation i bevægelse. Med mave-låsen (uddiyana-bandha) og rod-låsen (mula-bandha) aktiveret, skabes et løft fra underlivet og maven, som giver en lethed i hele kroppen. 
Tre serier og to hundrede stillinger
I Ashtanga metoden er der over to hundrede klassiske yoga asanas grupperet i en bestemt orden, kaldet serier. Der er tre grupper af serier i Ashtanga Yoga: første (primary), mellemliggende (intermediate) samt avanceret A, B, C og D (advanced). Sværhedsgraden øges fra den ene til den næste serie, ligesom stillingerne arbejder dybere og dybere.
Den første serie hedder også Yoga Chikitsa, som betyder yogaterapi. Formålet med den er terapeutisk at tilrette, styrke og rense kroppen.
Den mellemliggende serie (Nadi Shodhana) styrker og renser derefter nervesystemet. Den er mere intens end første serie.
Den tredje eller avancerede serie (Sthira Bhaga) er endnu mere intens og udvikler styrke, fleksibilitet, kropskontrol og udholdenhed.
De fleste bruger et par år på at etablere en stabil praksis af første serie, før de er klar til at gå videre. Men der er heller ikke noget hastværk, for yoga kan dyrkes hele livet, og det er meget vigtigt for den videre udvikling, at fundamentet er i orden. 
Asana praksissen (de fysiske stillinger) indledes med solhilsner (en A og en B-version), dernæst kommer en række stående stillinger og så fortsættes med enten den første serie af stillinger (primary series), anden serie af stillinger (second series) eller tredje, fjerde, femte eller sjette serie. Efter traditionen øves ingen serier, før den foregående serie mestres. 
Praksis afsluttes med en række afsluttende stillinger, som er med til at afkøle kroppen. 
Struktur
Hver serie indeholder opvarmning (solhilsen), stående stillinger, forover-bøjninger, bagoverbøjninger, kropsdrejninger og øvelser, der træner balance og styrke. Alle serier afsluttes med nedkølende, afsluttende stillinger efterfulgt af afslapning. Hver stilling har sin egen terapeutiske virkning. Men kun når den udføres i sammenhæng med hele serien, opnås den fulde effekt. 
Korrekt udførelse og orden er nøglen
Ved at udføre stillingerne i korrekt rækkefølge, bruge åndedræts- og vinyasa systemet, kropslåse og fokuseringspunkter vil eleven hurtigt opnå fremgang. 
Ved regelmæssig praksis bliver den næsten endeløse dybde i Ashtana vinyasa Yoga systemet åbenlys. Udvikling og vedligeholdelse af fysisk velvære, sindsligevægt og spirituel udvikling er de fordele, der høstes gennem denne oldgamle disciplin, som den over 90-årige Sri. K. Pattabhi Jois brugte i den oprindelige form i Sydindien.
På grund af det meget dynamiske flow i denne yogaform har astanga-yoga ry for at være mindre "rigtig" yoga end andre yogaformer. Der er der dog ingen forskel på, hvor "rigtige" de traditionelle yoga-former er.
Astanga-yoga er meget udbredt i Danmark.
I fitnesscentre udbydes mange steder power-yoga, som er stærkt inspireret af astanga.

## Eksterne Links
- www.ashtanga.com – Det officielle Ashtanga vinyasa yoga website
- www.ayri.org – Ashtanga Yoga Research Institute Mysore India
- Astanga-yoga.dk – en ikke-kommerciel dansk informationsside om astanga-yoga
- Astanga.dk – Astanga yoga skolen
- astangastudio.dk - Astanga yoga skole i København
- Astanga Namaskar Arkiveret 28. juli 2013 hos  Wayback Machine